# David Jones (Kaufmann)

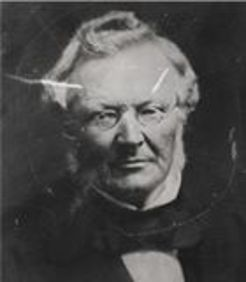
David Jones (1793–1873)

David Jones (* 8. März 1793 in Llandeilo, Wales; † 29. März 1873 in Sydney, New South Wales) war ein walisisch-australischer Kaufmann und Gründer des noch heute bestehenden Kaufhauses David Jones Ltd. in Sydney, Australien.

## Leben
David Jones war der Sohn des Thomas Jones, Bauer bei Llandeilo in Wales, und dessen Ehefrau Nancy. Seine Eltern hofften, dass er in den Dienst der Kirche treten würde, jedoch zeigte ihr Sohn mit 15 Jahren weder Interesse für die Landwirtschaft noch für religiöse Ämter. Er verließ das Elternhaus und machte eine Ausbildung bei einem Lebensmittelhändler in Carmarthen. Mit 18 Jahren nahm er eine leitende Stelle in einem  Gemischtwarenladen in Eglwyswrw (Pembrokeshire) an. Hier heiratete er 1813 Catherine Hughes, die Tochter des Pastors des Ortes. Bei der Geburt ihrer Tochter ein Jahr später verstarben Mutter und Kind. Am 10. September 1822 heiratete er Elizabeth Williams, die 1826 verstarb. Jones siedelte nach London um, wo er umgehend eine Anstellung bei einem Einzelhändler in der Oxford Street erhielt. Er wechselte mehrmals seine Arbeitsstellen, bis er bei der Firma R. N. Nicholls, Wood Street, Cheapside bald zum vertrauten Assistenten aufstieg.
1828 heiratete er in London Jane Mander, die Tochter von John Mander aus East Smithfield. Die Mitglieder der Mander-Familie waren  Anhänger der religiösen Bewegung der Independents und zeigten sich engagiert in der Arbeit der christlich überkonfessionellen Missionsgesellschaft London Missionary Society, in der David Jones zahlreiche Kontakte knüpfen konnte. Über William Wemyss, einen Freund der Manders, traf er Charles Appleton, einen Geschäftsmann aus Hobart Town auf Tasmanien in Australien. Appleton hatte 1825 ein Geschäft in Sydney eröffnet und besuchte nun London. Jones kündigte bei Nicholls und ging eine Partnerschaft mit Appleton ein, welche die australischen Niederlassungen unter dem Namen Appleton & Co. umfasste.
Im Oktober 1834 reiste Jones mit seiner Familie auf dem Segelschiff Thomas Harrison nach Hobart, von wo aus er mit Plänen zur Geschäftsausweitung über Land nach Launceston reiste, um den Bedarf der dortigen Siedler zu ermitteln. Auf dem Segler Medway  kam er im September 1835 in Sydney an. Robert Bourne, ein ehemaliger Missionar, hatte das Geschäft in Sydney während Appletons Abwesenheit geleitet. Bournes Partnerschaft mit Appleton lief am 31. Dezember 1835 aus, wonach das Geschäft als Appleton & Jones neu firmierte. Jones verfolgte den ehrgeizigen Plan, in Sydney ein Kaufhaus „nach den Prinzipien des respektablen Londoner Großhandels zu gründen“. Das Verhältnis zu Appleton zeigte bald Risse, Appleton hatte Jones’ liberale Kreditpolitik kritisiert, im Gegenzug wies Jones auf die erzielten Gewinne hin. Im gegenseitigen Einvernehmen lösten sie die Partnerschaft 1838 auf.

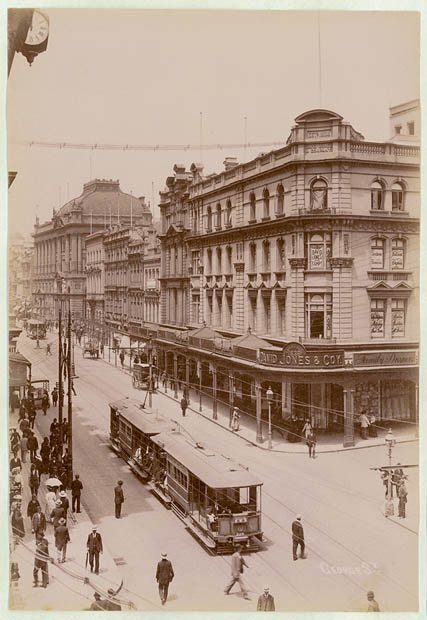
Das David-Jones-Store zwischen 1900 und 1910, Ecke George Street / Barrack Street in Sydney.

Jones verlegte sein Unternehmen in die Räumlichkeiten an der Straßenecke George Street und Barrack Lane im Zentrum Sydneys. Zum Handel mit London bildete er eine Interessengruppe aus Geschäftsfreunden und Glaubensbrüdern aus den Reihen der Independents wie Robert Bourne, Ambrose Foss, G. A. Lloyd und deren beratenden Buchhaltern, Thompson & Giles, mit William Wemyss als Chief Agent. Jones und seine Mitarbeiter sicherten sich regelmäßig den gesamten Frachtraum von Schiffen, die auf dem Hinweg nach Australien bounty migrants (deutsch bezahlte Einwanderer) transportierten und für den Rückweg nach Großbritannien Ladungen wie Wolle oder Talg aufnahmen.
Jones überstand die Wirtschaftskrise der 1840er Jahre; das Geschäft florierte wieder. Mit seiner Ehefrau besuchte er 1849 England und Wales. 1856 zog er sich aus der aktiven Leitung des Unternehmens zurück, nahm Partner auf und hinterließ ein Kapital von £30.000. Angesichts eines drohenden Konkurses einige Jahre später zahlte er seine Partner aus und kehrte in die Führung des Unternehmens zurück. Innerhalb weniger Jahre waren alle Verpflichtungen gegenüber seinen Gläubigern vollständig erfüllt. Jones erkrankte 1866 schwer, erholte sich aber unter der Behandlung seines Sohnes Philip. Er zog sich schließlich 1868 zurück und starb am 29. März 1873 in seinem Haus in Lyons Terrace, Liverpool Street, Sydney. Seine Frau starb drei Wochen später im Alter von 71 Jahren.
David Jones hatte unter anderem in Banken, Immobilien, Dampfschiff- und Versicherungsunternehmen investiert; er war 1840 Direktor der gegründeten Mutual Fire Insurance Co., 1848 Gründungsdirektor der Australian Mutual Provident Society und 1851 Treuhänder und Vorsitzender der Metropolitan and Counties Permanent Investment and Building Society. Für etwa fünfunddreißig Jahre war er Diakon der Gemeindekirche in Sydney; er war einer der Gründer und eins der ersten Ratsmitglieder des Camden College sowie Ausschussmitglied der Unterstützer lokaler Bibel- und Religionsgemeinschaften. Er war ein großzügiger Förderer seiner eigenen und anderen Kirchen und einer der Händler aus Sydney, die jeweils 1000 Guinees an den Hilfsfonds der Krimkriegsopfer spendeten. Er war 1842 Mitglied des ersten Stadtrates von Sydney sowie von 1856 bis 1860 des New South Wales Legislative Council.
Seine dritte Ehe brachte vier Söhne und vier Töchter hervor. Der älteste Sohn David Mander († 1864) heiratete eine Cousine, Emily Ann Jones, und übernahm mit seinem Bruder George das 777 km² große Grundstück mit Namen Boonara in den Darling Downs. Der zweite Sohn Philip Sydney (1836–1918) erlangte als Arzt Bekanntheit und wurde zum Ritter geschlagen. Sein jüngster Sohn Edward Lloyd (1844–1894) heiratete Helen Ann, Tochter von Richard Jones, und übernahm die die Führung im Unternehmen seines Vaters. Im September 1848 heiratete die älteste Tochter Eliza den Sohn von Dr. Robert Ross.